# Amica Mutual Pavilion
Der Amica Mutual Pavilion ist eine Mehrzweckhalle in der US-amerikanischen Stadt Providence im Bundesstaat Rhode Island. Momentan sind zwei Mieter in der Arena beheimatet. Zum einen ist es das Eishockeyfranchise der Providence Bruins aus der American Hockey League (AHL) und zum anderen die Providence Friars, die Männer-College-Basketballmannschaft des Providence College. Die Arena bietet maximal 14.000 Sitzplätze. Sie verfügt über 25.000 sq ft (rund 2323 m²) Wege, eine Lobby mit 9000 sq ft (etwa 836 m²) Fläche, 20 Luxus-Suiten sowie fünf weitere Räume für Tagungen oder andere Anlässe. Die Deckenhöhe des Amica Mutual Pavilion liegt bei 86 ft (rund 26,21 m).

## Geschichte
Die Arena wurde von Januar 1971 bis Ende 1972 errichtet und war bis zum Jahr 2001 unter dem Namen Providence Civic Center bekannt. 1993 wurde das über eine Skybridge mit der Halle verbundene Kongresszentrum Rhode Island Convention Center (RICC) eingeweiht. Beide sind Teil des Rhode Island Convention & Entertainment Complex. Im Dezember 1994 feierte das Omni Providence Hotel neben dem Convention Center seine Eröffnung. Nördlich dem Hotel liegt seit 1999 das Einkaufszentrum Providence Place, das mit dem Hotel über eine Skybridge verbunden ist. Im Juni 2001 wurden die US-amerikanische Donutkette Dunkin’ Donuts Namenssponsor für zehn Jahre und 8,85 Mio. US-Dollar. 2011 wurde der Vertrag verlängert. Am 6. September 2022 wurde das Versicherungsunternehmen Amica Mutual Insurance aus Lincoln, Rhode Island, neuer Namenssponsor, nachdem Dunkin’ Donuts den Vertrag nicht verlängern wollte. Die Halle trägt nun den Namen Amica Mutual Pavilion. Die Vereinbarung läuft über zehn Jahre und die Amica Mutual Insurance zahlt jährlich 900.000 US-Dollar.
Neben dem Sport haben u. a. auch zahlreiche Konzerte hier stattgefunden, so z. B. von Elvis Presley, Frank Sinatra, Grateful Dead, Elton John, Cher, Aerosmith, 50 Cent, Andrea Bocelli, Prince oder die Red Hot Chili Peppers.

## Galerie

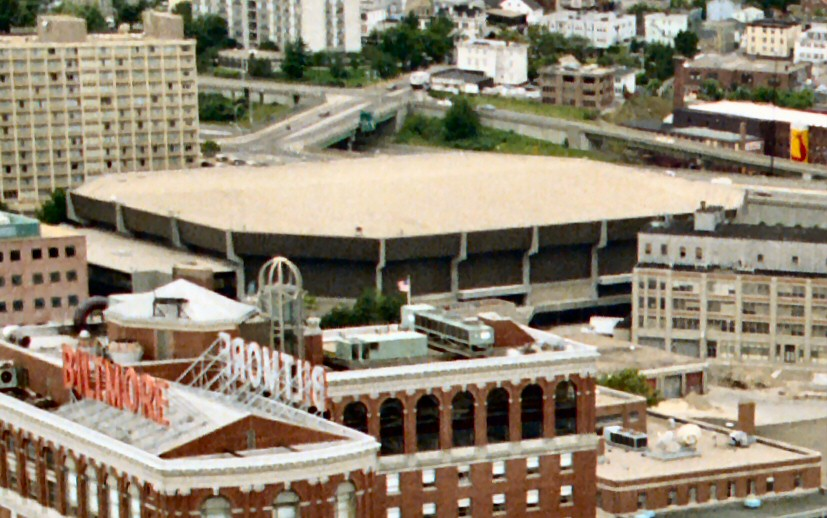
Das Providence Civic Center (1990)
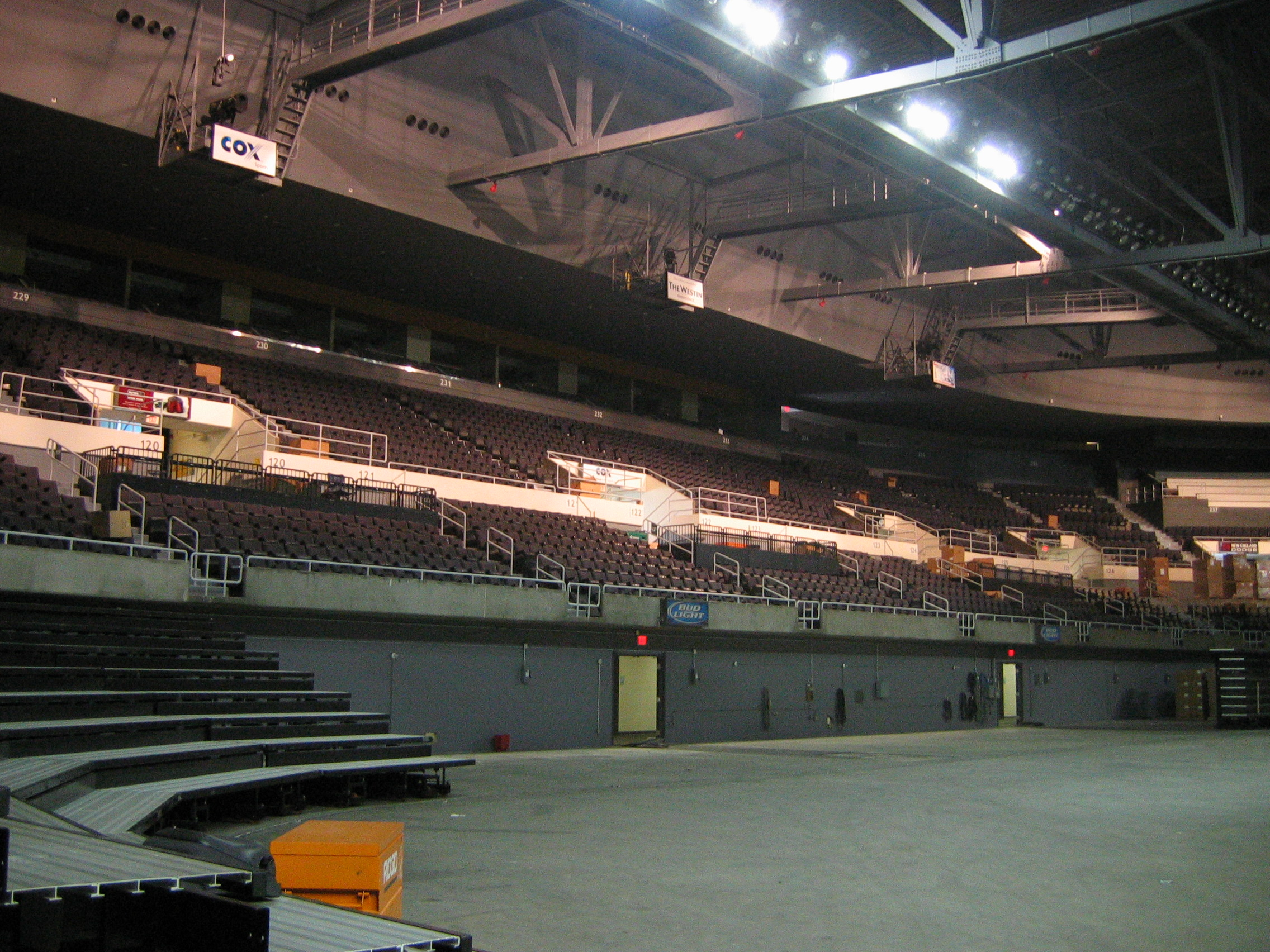
Der Innenraum (2008)
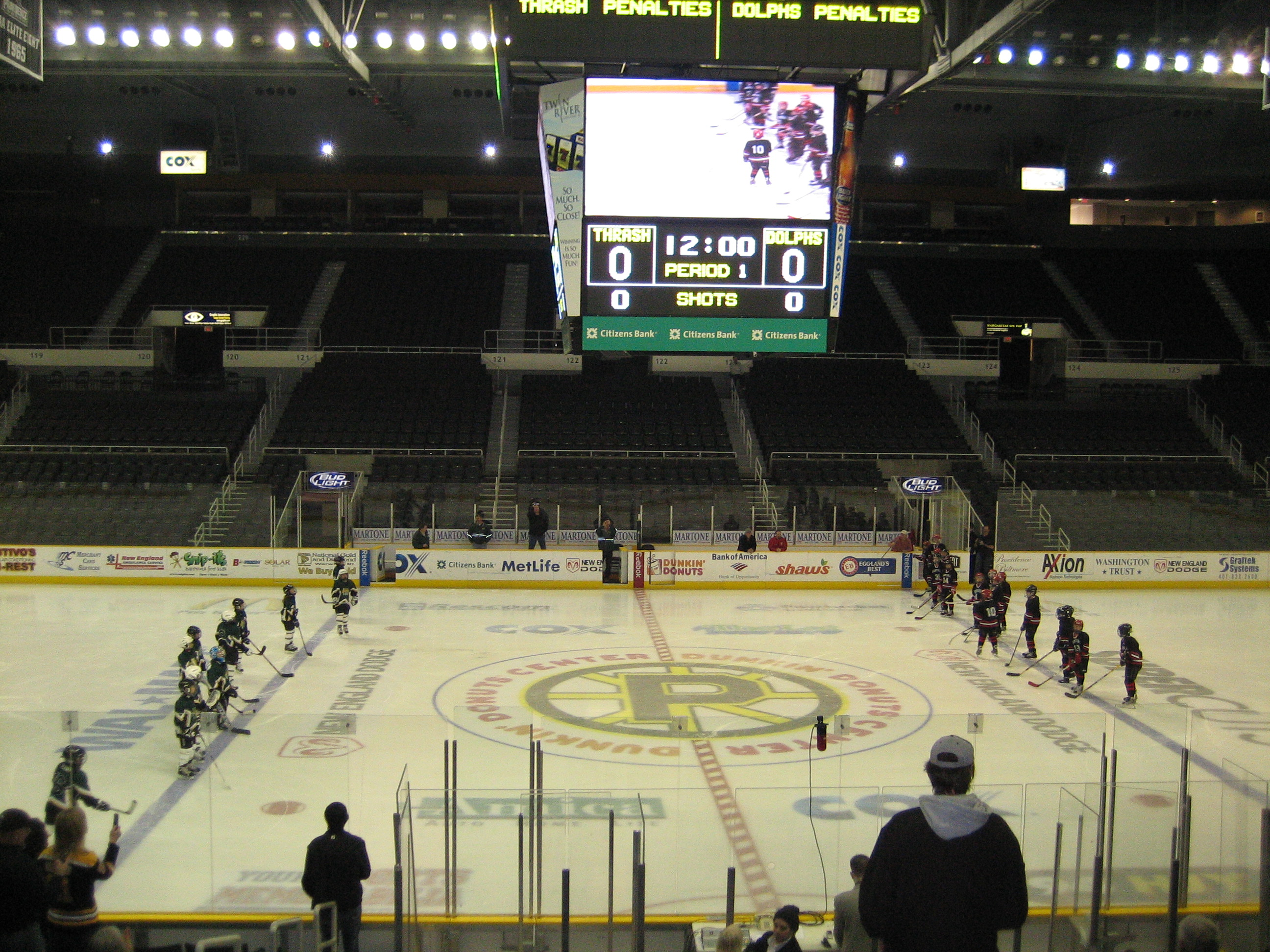
Die Arena mit Eisfläche (2009)